# 4305 Clapton
4305 Clapton је астероид главног астероидног појаса са средњом удаљеношћу од Сунца која износи 2,912 астрономских јединица (АЈ).
Апсолутна магнитуда астероида је 12,6.